# قاو تشانغ
قاو تشانغ ((بالإنجليزية: Gao Chang)) (من مواليد 29 يناير 1987 في جينان، شاندونغ) هي سباحة من الصين.
شاركت في دورة الألعاب الآسيوية 2006 في الدوحة بقطر.

## روابط خارجية
- قاو تشانغ على موقع الاتحاد الدولي للسباحة (الإنجليزية)
- قاو تشانغ على موقع SwimRankings.net (الإنجليزية)
- قاو تشانغ على موقع اللجنة الأولمبية الدولية (الإنجليزية)
- قاو تشانغ على موقع أوليمبيديا (الإنجليزية)